# Brahim Ben Bouilla
Brahim Ben Bouilla (em árabe: إبراهيم بن بويلا; nascido em 29 de novembro de 1959) é um ex-ciclista marroquino de ciclismo de estrada.
Nos Jogos Olímpicos de Verão de 1984 em Los Angeles, Bouilla competiu na prova de estrada individual, no entanto, ele não terminou a corrida.